# Hestevogn
En hestevogn er en vogn, der trækkes af en eller flere heste. Før motortrafik blev almindelig, var hestetrukne køretøjer en bærende del af samfundet. I dag er kørsel med hestevogne dels en sportsgren, dels et tilbud til dem, der ønsker at prøve en gammeldags transportform. Kørsel med hestevogne ses ofte ved bryllupper og translokationer fra gymnasier og rundt i omegnen.
Ved Dyrehavsbakken er det muligt at tage med hestevogn (kapervogn) fra Klampenborg Station rundt i Dyrehaven.

## Typer
Hestevogne til persontransport:   
Enspændere med en hest for som gig, jumbe, sulky
Tospændere med to heste for som landauer, wienervogn, karet, char-a-banc,  jagtvogn,  jumbe  
Trespændere med tre heste som russiske trojkaer
Firspændere med fire heste: to og to  som landauer og karet 
Seksspændere - med seks heste to og to som diligencer og kareter a la Daumont
Ottespand er set for kongens vogn med ryttere på de to forreste nærmer heste 

Nogle vogntyper går igen i biltyper: cabriolet, coupé, limousine og sedan

## Billedgalleri
- Romersk stridsvogn
- Gig - tohjulet personvogn
- Jumbe - Tohjulet firepersonersvogn
- Jumbe
- Sulky - en let tohjulet vogn for en person - 'væddeløbsvogn'
- Landauer - Firehjulet firepersoners med to kalecher
- Karet - firehjulet firepersoners vogn
- char-a-banc - 'vogn med bænke' vis a vis oftest trukket af flere heste
- Diligence - Flerpersoners, ofte 'bus'/postvogn i USA
- Troika - russisk tre-hestes vogn eller som her slæde
- Troika - russisk tre-hestes vogn
- Kapervogn i Dyrehaven nord for København
- Tuborg-ølvogn med det karakteristiske tag over kuskens sæde (Tuborg-klamme)
- Legetøjs hestevogn (Gig)
- Solvognen er et tidlig dansk hestetrukket køretøj